# Ньютаун (футбольный клуб)
«Ньютаун» — валлийский футбольный клуб, представляющий одноимённый город. В настоящий момент выступает в Премьер-лиге Уэльса. Основан в 1875 году, домашние матчи проводит на стадионе «Латэм Парк», который вмещает 5 000 зрителей. «Ньютаун» является двукратным обладателем Кубка Уэльса.

## Достижения
- Кубок Уэльса по футболу:
  - Обладатель (2): 1878/79, 1894/95.
  - Финалист (4): 1880/81, 1885/86, 1887/88, 1996/97.

## Выступления в еврокубках
| Сезон   | Турнир                | Раунд |               | Клуб         | Счёт     |
| ------- | --------------------- | ----- | ------------- | ------------ | -------- |
| 1996-97 | Кубок УЕФА            | 1Q    | Флаг Латвии   | Сконто       | 1:4, 0:3 |
| 1998-99 | Кубок УЕФА            | 1Q    | Флаг Польши   | Висла Краков | 0:0, 0:7 |
| 2021/22 | Лига конференций УЕФА | 1Q    | Флаг Ирландии | Дандолк      | 0:4, 0:1 |

- 1Q — первый квалификационный раунд.